# Vlag van Schoonoord

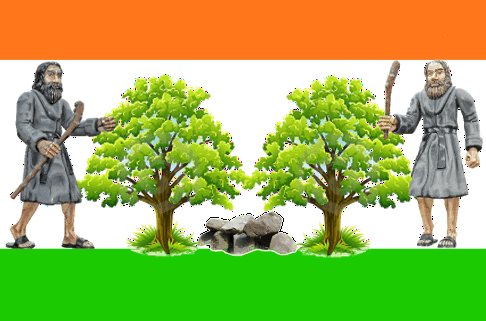
Vlag van Schoonoord

De vlag van Schoonoord is de dorpsvlag van het Nederlandse dorp Schoonoord, in de Drentse gemeente Coevorden. Het ontwerp van de vlag is tot stand gekomen bij een ontwerpwedstrijd waarbij de bewoners van het dorp mochten stemmen. 
De vlag bestaat uit drie banen van oranje, wit en groen. Op het midden van de vlag staan de figuren Ellert en Brammert, twee brute reuzen. Tussen de reuzen zijn er twee bomen links en rechts geplaatst en een gestileerde weergave van hunebed D49 afgebeeld.
Anloo
· Annen
· Annerveenschekanaal
· Dalen
· De Groeve
· Een
· Eext
· Eexterveen
· Eexterveenschekanaal
· Elim
· Gasselternijveen
· Gasteren
· Gieten
· Gieterveen
· Grolloo
· Hollandscheveld
· Nieuw-Weerdinge
· Noordscheschut
· Schoonoord
· Tiendeveen
· Uffelte
· Wapse
· Witteveen
· Yde-De Punt
· Zorgvlied